# Klekowiec
Klekowiec – przysiółek wsi Bobry w Polsce położona w województwie łódzkim, w powiecie radomszczańskim, w gminie Radomsko, miejscowość w dolinie rzeki Warty, położona w pobliżu potoku Brylisko.

## Historia
W pobliżu potoku Brylisko w przeszłości zlokalizowane były dwa młyny wodne: na gruntach tzw. Dębnica znajdował się Brzilski młyn (od nazwiska młynarzy Brel) i 0,5 km w dół strumienia w kierunku Warty drugi młyn zwany Klek. Młyn Brzilski istniał do poł. XVI w., zaś młyn Klek tylko przez krótki okres na początku XVII w. Obszar ten stanowił część królewszczyzny zwanej starostwem radomskowskim i jako taki w tekstach źródłowych wspominany jest wraz z pobliskim Radomskiem. Młyn Klek miał stanowić uposażenie szpitala przy nieistniejącym już kościele św. Ducha w Radomsku.
Nazwę miejscowości wyprowadza się od nazwy drugiego młyna Klek, od którego nazwę wzięła rodzina młynarzy Klekowieckich alias Klekowskich i z czasem przeniesiona została na inną osadę młynarską Osty, zlokalizowaną nad Radomką, którą dla odróżnienia zaczęto nazywać Klekotowe. W XVIII w. miejscowość nazywana była Pustkowie Klekowiec, zaś na pocz. XIX w. Klikowiecka Wola.
W latach 1975–1998 miejscowość administracyjnie należała do województwa piotrkowskiego.